# Гавасай
Гавасай (кирг. Кабасай, узб. Gʻovasoy (Говасой); другие варианты названия — Гава, Явазарсай, Катта-Бозтекесай) — река в Кыргызстане и Узбекистане.
Река Гавасай начинается на территории Кыргызстана, на южных склонах Чаткальского хребта. Спускаясь с гор и попадая на территорию Узбекистана, река ниже селения Гава разбивается на рукава, протекающие над Северным Ферганским каналом и впадающие в Сырдарью.
Длина реки составляет 96 км, площадь бассейна — 724 км². Питание снегово-ледниковое. Воды широко используются для орошения.